# Veb-kasting
Veb-kasting podrazumijeva emitovanje ili prikazivanje medijskih sadržaja putem interneta. Veb-kasting omogućava korisnicima da slušaju radio-stanice ili muziku, gledaju televizijske programe i filmove, kao i uspostavljanje video-poziva. Veb-kasting nije nešto savremeno, jer se ideja razvijala ranih devedesetih.

### Nastanak terminaveb-kasting
Termin veb-kasting je skovan ranih devedesetih od strane veb-kast pionira Marka Kjubana, Hauarda Gordona, Vilijama Mjutuala i Pegi Majls. Oni su se skupili i doveli grupu veb-kastera kako bi izabrali termin koji bi najbolje opisivao tehnologiju za direktno emitovanje audio i video-sadržaja preko interneta.
Termin net-kasting uzet je u razmatranje, ali je jedan od najranijih članova veb-kast zajednice posjedovao kompanije pod imenom NetCast, tako da je taj naziv ispao iz konkurencije. Grupa je takođe diskutovala o nazivima knjiga za National Association of Broadcasters, koje su pisali Pegi Majls i Din Sakai.
Trenutni naziv veb-kasting prvi je upotrijebio Danijel Moran u svojoj priči iz 1988. godine The Armageddon blues.

### Počeci
Veb-kasting je prvi put javno opisan 1989. godine u Njujorku na InterTainment 89. Projekat je prezentovao Brajan Rejla iz GTE Laboratories. On je prepoznao da slušaoci/gledaoci ne bi trebalo da budu prinuđeni da skidaju čitav sadržaj da bi ga gledali/slušali, dokle god je klijent računar u mogućnosti da prima i prezentuje podatke mnogo brže nego što korisnik može da ih isprati.
veb-kasting debituje u martu 1992. godine kao prvo radio-emitovanje na Internetu. Početkom 1995. godine, ESPN emituje prvi živi radio-prenos na internetu — bejzbol utakmicu između Jenkija i Marinaca. Do 1996. godine, postojale su 82 radio-stanice na internetu. Do 2010. godine, veb-kasting postaje uobičajen način emitovanja za većinu većih radio i televizijskih stanica.

### Radio veb-kasting
Najuobičajniji način da se radio emituje na internetu je korišćenje tehnologije koja koristi lossy audio-kodek. Najpopularniji formati za emitovanje koriste MP3, Ogg Vorbis, Windows Media Audio, Real Audio i MPEG – 2/4 kodeke. Bitovi se emituju preko mreže u TCP i UDP paketima, koji se zatim spajaju i puštaju za nekoliko sekundi.
Onlajn radio-emitovanje (veb-kasting) je rođeno devedesetih kao riješenje za muzičku industriju koja je nastojala da poboljša svoju poziciju prema aktivistima. Prva tradicionalna radio-stanica koja je emitovala program preko interneta bila je WXYC.
Termin koji se odnosi na radio veb-kasting može da ima dva značenja. Internetski radio može biti koncipiran kao program koji uživo emituje sadržaj na internetu, ali može biti i arhivski sajt sa muzičkim sadržajima dostupnim na zahtjev. Takođe, zemaljska radio-stanica može koristiti veb-kasting da poveća tržišno učešće. Najčešće se osnivaju internetske radio-stanice koje ne emituju zemaljski signal, već djeluju na internetu i kreću od nule.
Radio veb-kasting se razlikuje od tradicionalnih radio-stanica na tri načina:
- Veb-kasting je relativno novi način slušanja radija preko računara. Korisnik posjeduje novi interfejs i ima mogućnost da pretražuje različite sadržaje prema imenu stanice, regiji, stilu. Na internetu je irelevantna podjela na frekvencije (FM ili AM) ili multipleks (DAB). Korisnik može sastavljati liste svojih preferencija, a tradicionalne radio-stanice na internetu nude sadržaje na zahtjev, tako da se svaka emisija može preslušati kada to odgovara korisniku
- Veb-kasting širi dijapazon ponude radio-usluga. To danas mogu biti tradicionalne (zemaljske) radio-stanice, internetske stanice, portali ili nezavisni korisnici
- Radio-sadržaji na svjetskoj mreži se razlikuje od radio-emitovanja u tradicionalnom smislu. Tamo gdje je razvoj mreže zemaljskih radio-stanica ograničen, postoji bezbroj internetskih stanica.

### Veb-televizija
Prva emitovanja televizijskih programa na internetu počinju 1994. godine, kada je ABC World News počela veb-kasting vijesti. Kao što je Audionet bila prva kompanija koja se bavila radio-prenosima, tako je Cisco obavio najranije poslove u vezi sa televizijskim veb-kastingom. Od ovih pionirskih dana internetske televizije do danas su se razvili najpopularniji servisi kao što su LiveTV, video na zahtjev i interaktivna televizija.
Veb-televizija se pojavila 1996. godine, a tehnologiju su razvile kompanije Diba Inc i Zenith Electronics. Zenith je krajem 1996. godine razvio Netvision – prvu opremu koja je korištena za gledanje veb-televizije. Prvi model je sadržao ekran od 27 inča i ugrađeni modem koji je koštao 999 dolara, a drugi, veći model sa ekranom od 35 inča (pod imenom Inteq) koštao je 3.499 dolara. Kasnije su Sony i Phillips pravili jeftiniju tehnologiju, jer su odvojili veb-kasting set od televizijskog. U aprilu 1997. godine, Majkrosoft je otkupio WebTV mrežu za 425 miliona dolara, te zaštitio ime.
Najznačajniji događaj koji je pokazao mogućnosti veb-kastinga bila je serija WhirlGirl, priča o djevojci pod imenom Kia Kros, koja je 1997. godine debitovala na internetu kao prvi sadržaj produciran samo za veb. Svoju licencu dobija prelaskom u vlasništvo Showtime Network veb-sajta u januaru 1999. godine.

### Video veb-kasting
Video veb-kasting je mogućnost koju nudi veb, a odnosi se na slanje sadržaja u kompresovanoj formi koja se prikazuje korisnicima u realnom vremenu. Za gledanje sadržaja potreban je plejer, koji može biti dio veb-pregledača ili poseban program koji je potrebno nabaviti na sajtu veb-kastera. Emitovanje video-sadržaja se uglavnom obavlja tako što se šalju već snimljeni prilozi, ali se sadržaji mogu prenositi uživo. U živom prenosu, video-signal je konvertovan u kompresovani digitalni signal i prenošen od specijalnog veb-servera koji ima mogućnost multiplikacije, tj. ima mogućnost slanja istog sadržaja velikom broju korisnika u isto vrijeme.
Onlajn veb emitovanje je danas jedan od najpopularnijih servisa mreže. Postoje mnogi veb-sajtovi koji nude usluge veb-kastinga, a najpoznatiji su: YouTube, Vimeo, Metacafe, Hulu, Veoh, Twitch ...

## Spoljašnje veze
- Veb-kasting kompanija
- Video objašnjenja za veb-kasting Архивирано на веб-сајту  (27. јун 2015)